# アレン・タッカー

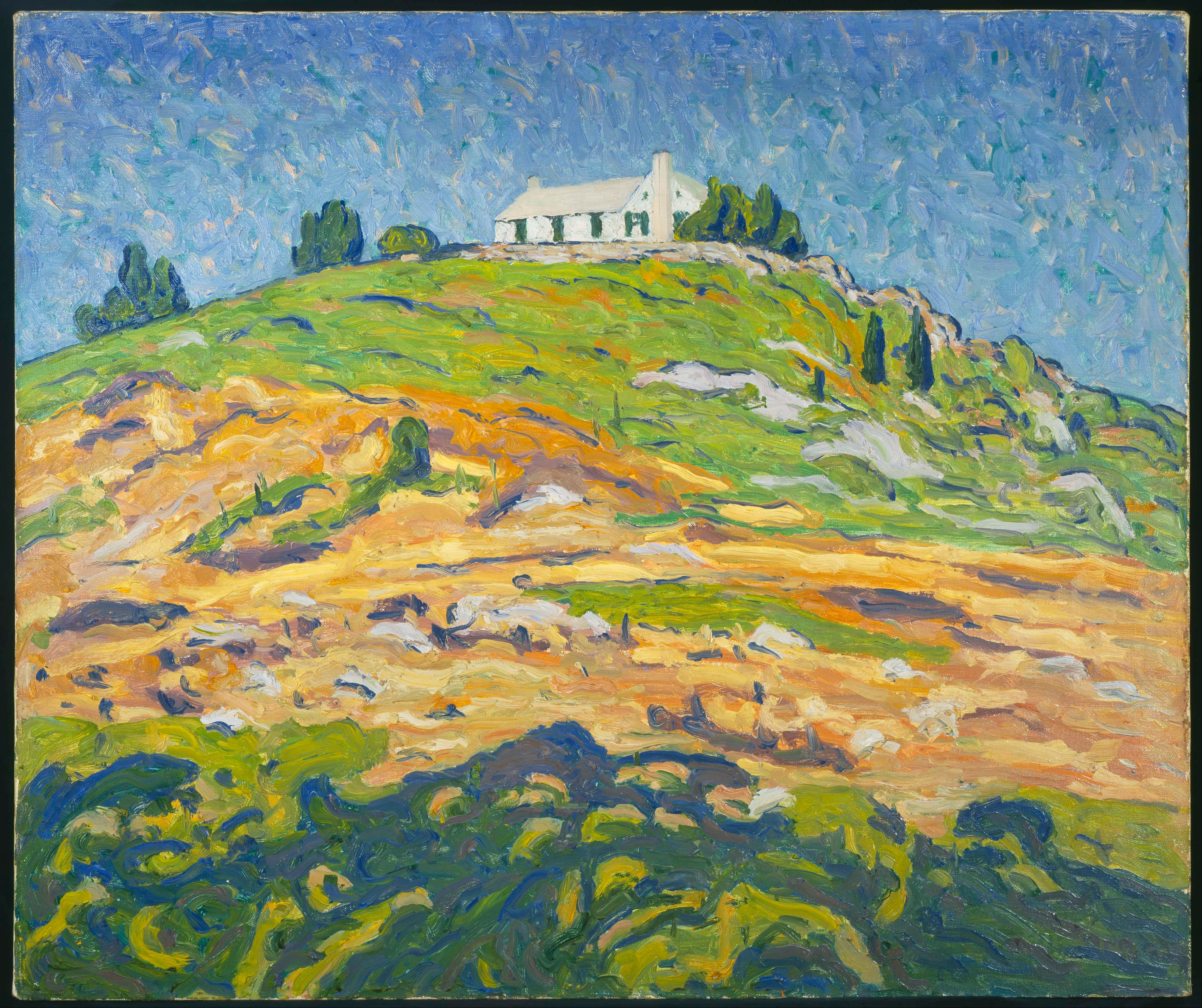
アレン・タッカー作『The Rise』、フィリップス・コレクション

アレン・タッカー（Allen Tucker、1866年7月29日 - 1939年1月26日）は、アメリカ合衆国の画家である。建築家をした後、画家になり風景画などを描いた。

## 略歴
ニューヨークのブルックリンで建築家の息子に生まれた。コロンビア大学鉱山学校（School of Mines of Columbia University ）で1887年に建築学の学位を得た後、父親の建築事務所で製図の仕事をした。アート・スチューデンツ・リーグ・オブ・ニューヨークで印象派の画家ジョン・ヘンリー・トワックトマンの指導を受けるようになったが、建築の仕事をやめて画家に専念するのは30代後半になった1904年ころからであった。おもに風景画を描き、そのスタイルは印象派やゴッホを思わせるものであった。アッシュカン派のロバート・ヘンライ（1865—1929）やジョージ・ラクス（1867—1933)、ジョージ・ベローズ（1882—1925）といった画家と同じ展覧会に出展し、ヨーロッパの美術をアメリカに紹介した展覧会アーモリーショーを企画運営することになる「アメリカ画家・彫刻家協会」( Association of American Painters and Sculptors)の1911年の創立メンバーになり、1913年のアーモリーショーの運営役員の一人となった。1910年代後半にはニューヨークの独立芸術家協会の設立にも参加した。1918年にニューヨークで個展を開いた。
第一次世界大戦中はフランスでヴォランティアの救急業務に従事した。
1921年から1926年の間はアート・スチューデンツ・リーグ・オブ・ニューヨークの講師を務め、画家のウィルヘルミナ・ファーロング（Wilhelmina Weber Furlong: 1878–1962）とトーマス・ファーロング（Tomas Furlong: 1886–1952）とも友人になった。1930年代には『Design and Idea』や『John Henry Twachtman』などの著作も行った。ニューメキシコ州、ニューイングランド沿岸、コロラド州の各地やカナディアン・ロッキーやヨーロッパの風景を描いた。
1939年にニューヨーク市で亡くなった。

## 作品

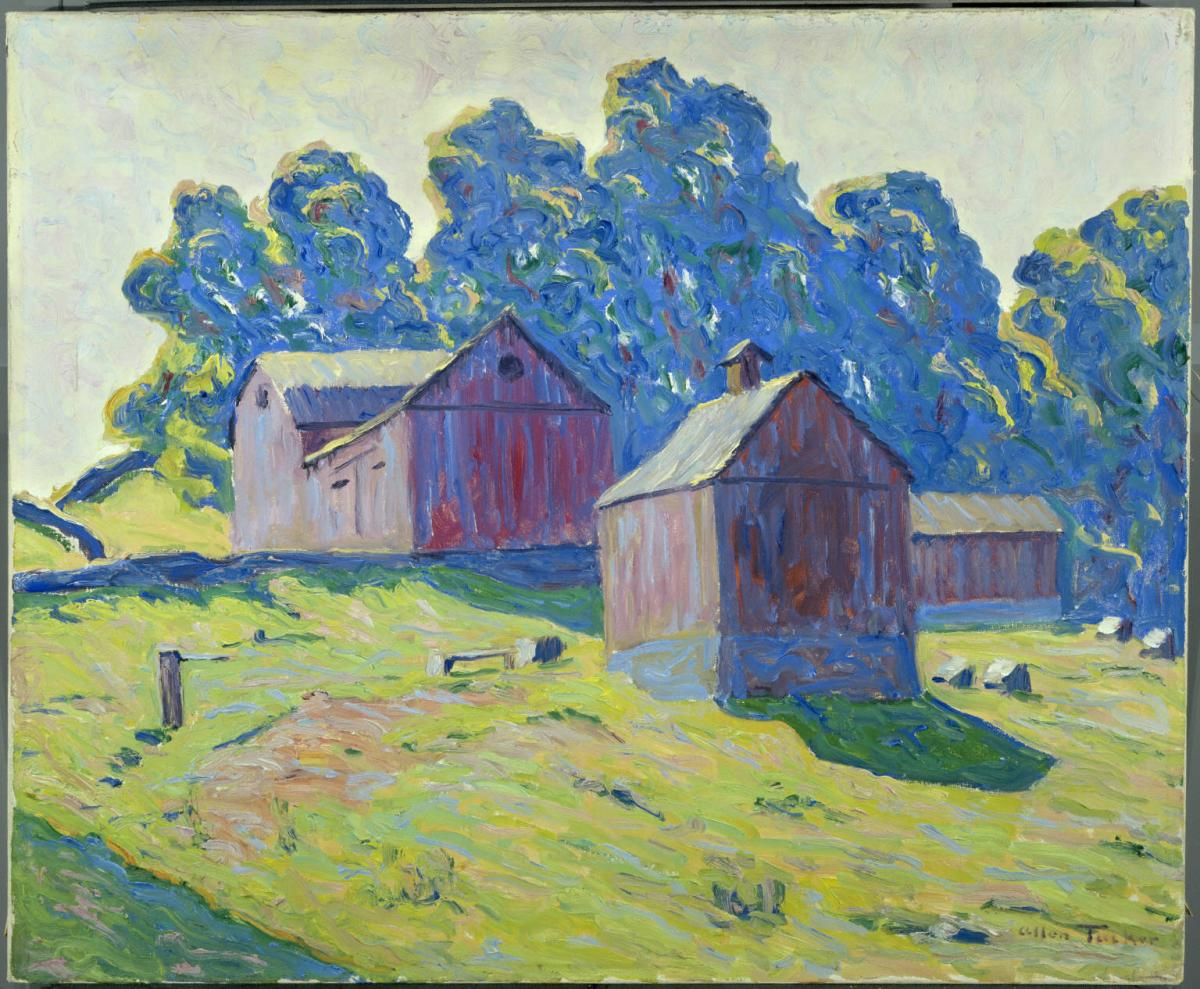
『Red Barns』(1923) フィリップス・コレクション
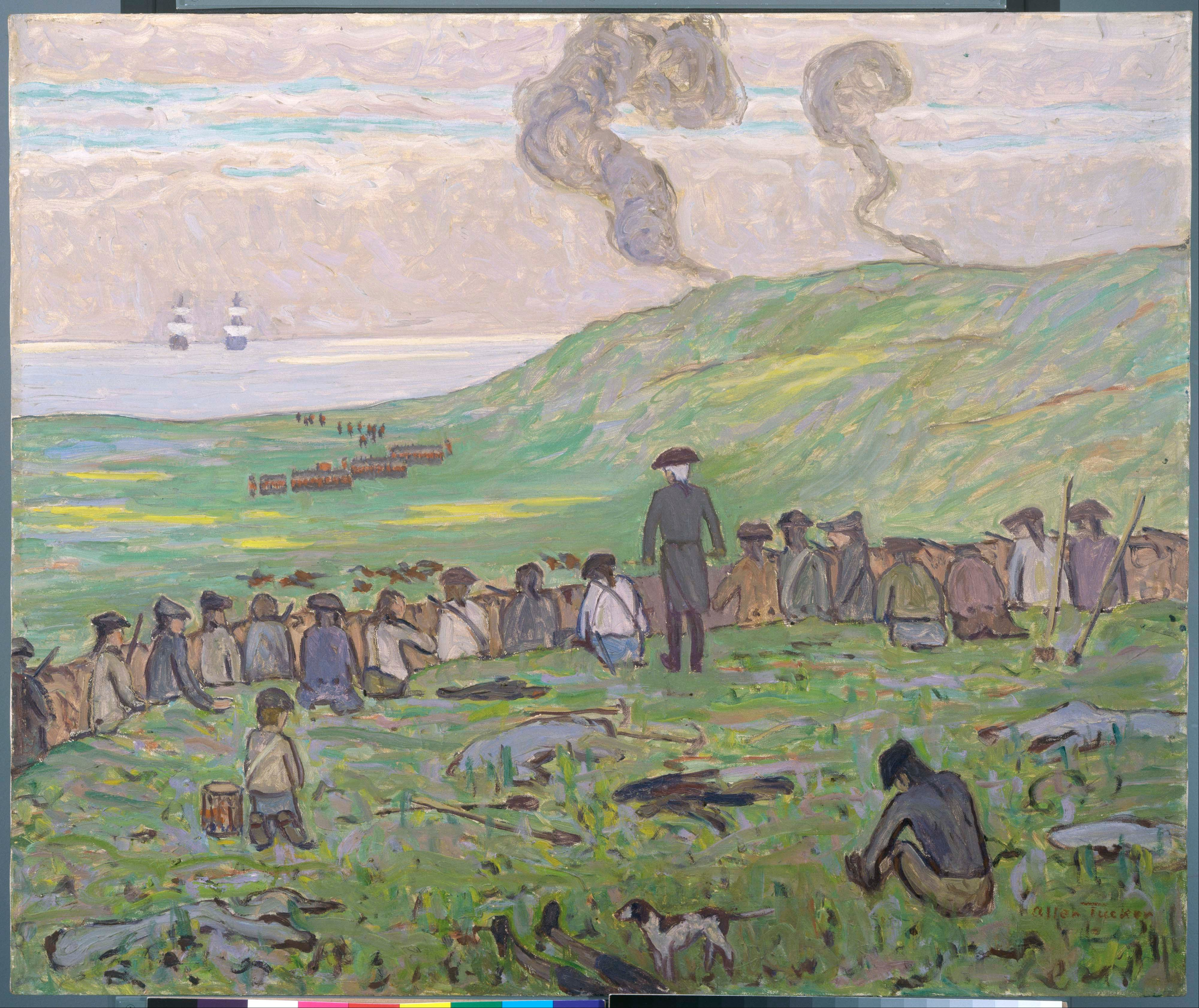
『Bunker Hill』 フィリップス・コレクション
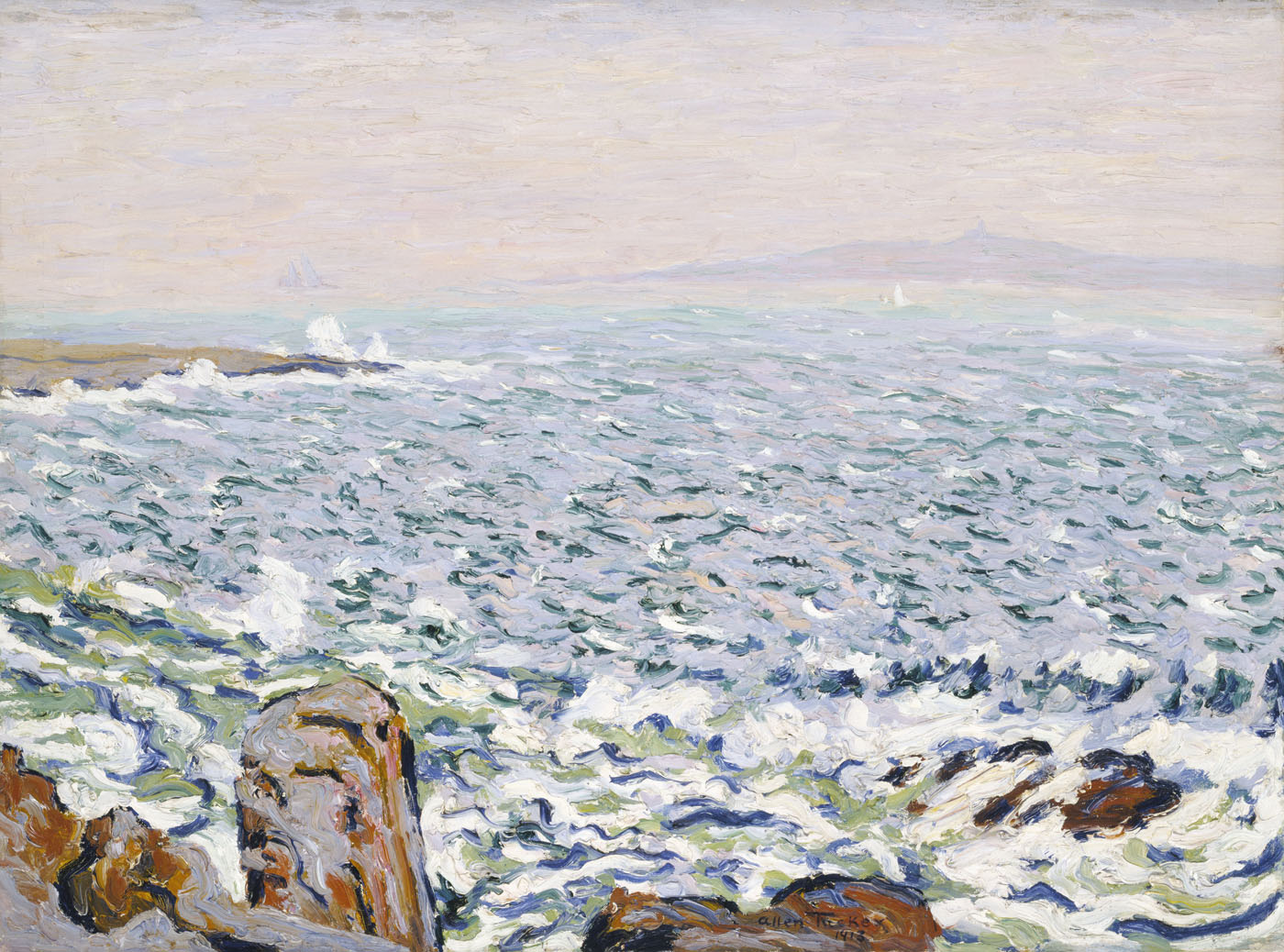
『Surf Breaking, Cranberry Island』(1913) Smithsonian American Art Museum
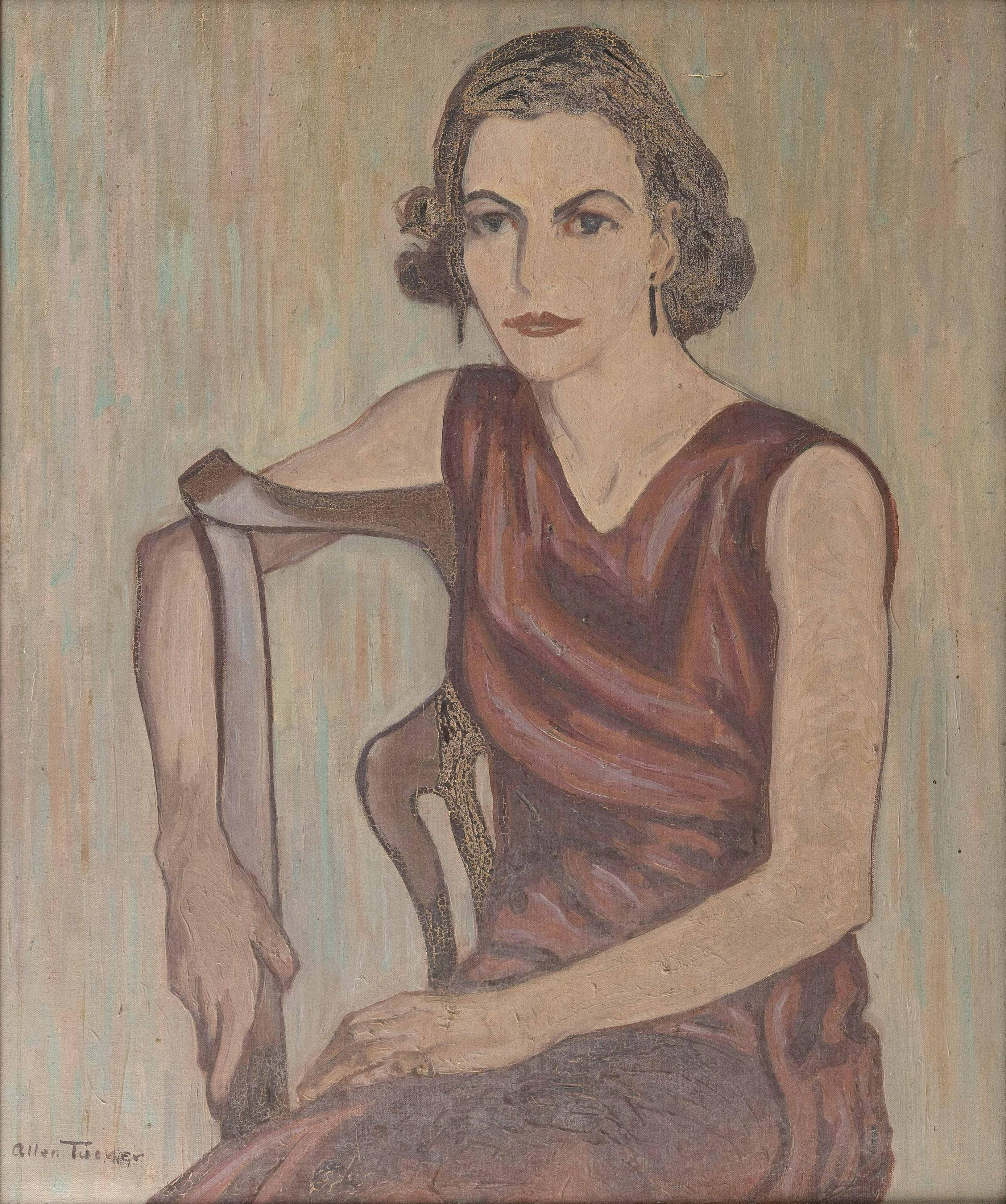
女性座像